# Adho Mukha Svanasana

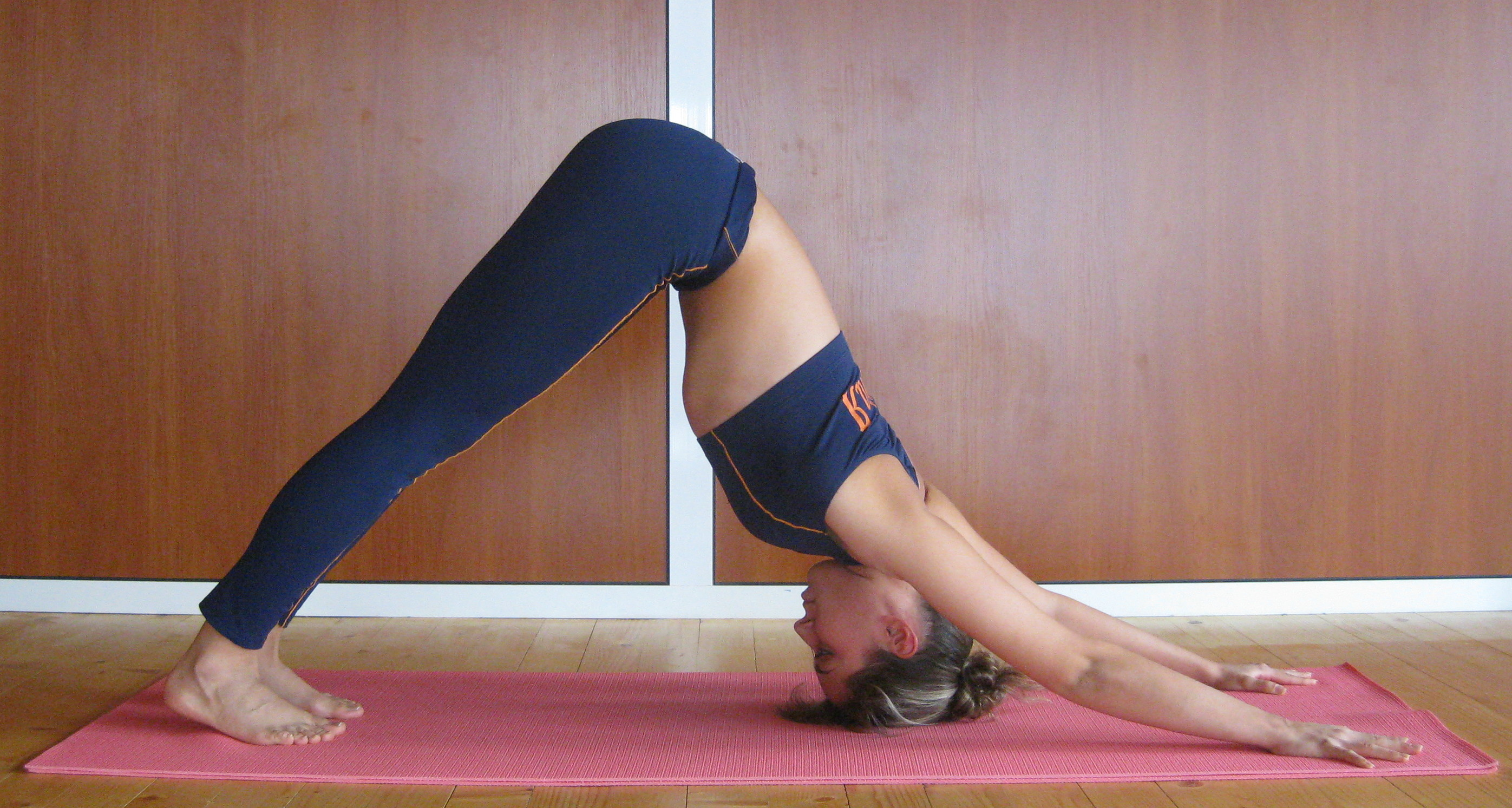
Adho Mukha Śvānāsana.

Adho Mukha Śvānāsana (en sanskrit : अधोमुखश्वानासन,,), également appelé « posture du chien tête en bas » ou « posture du chien tête baissée », est une posture de yoga. Adho Mukha Śvānāsana est un āsana inversé souvent réalisé lors d'une séquence, notamment durant la Sūryanamaskāra.
Adho Mukha Śvānāsana est l'une des postures de yoga les plus connues et pratiquées,, elle est donc très présente dans la culture populaire ainsi que dans la publicité.

## Étymologie et origines

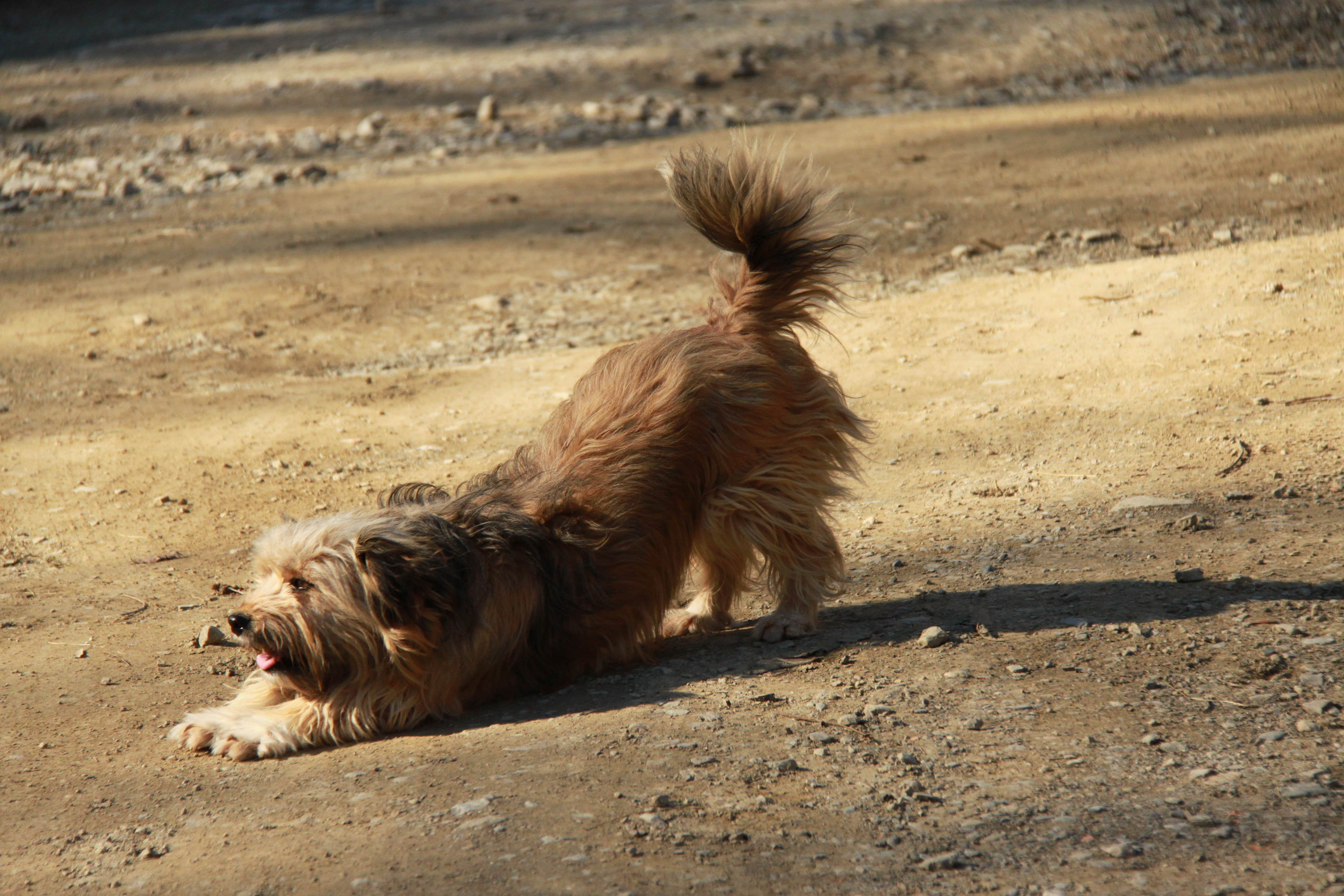
Un chien avec la tête en bas.

Le nom de la posture vient de la similitude de cette dernière avec celle d'un chien qui s'étire alors qu'il se lève. Elle provient du sanskrit « अधस् » (adhas, « bas »), « मुख » (mukha, « face »), « श्वान » (śvāna, « chien ») et « आसन » (āsana, « posture »).

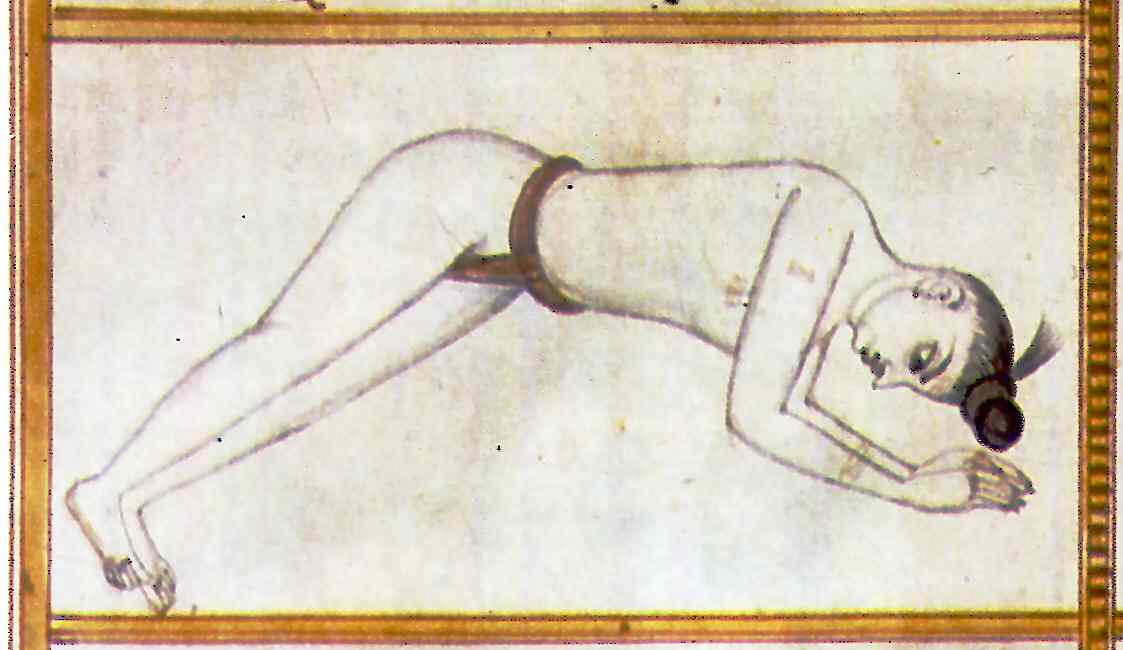
Gajāsana, la posture de l'éléphant. Dessin à la main tiré du Śrītattvanidhi. Dans le Hațhābhyāsapaddhati, il est suggéré de répéter encore et encore cette posture.

Le nom est absent des écrits médiévaux de haṭha yoga mais une posture similaire, Gajāsana (« posture de l'éléphant »), est décrite dans le Haṭhābhyāsapaddhati.
Une posture similaire est décrite dans Primitive Gymnastics de Niels Bukh, publié au début du XXe siècle,, inspirée de la gymnastique scandinave du XIXe siècle. Le tout a percolé dans le monde indien au cours des années 1920.
Dans son livre The Ten-Point Way to Health: Surya Namaskars publié en 1928, Bhawanrao Shriniwasrao Pant Pratinidhi popularise une séquence qu'il intitule « Sūrya Namaskār » (« Salutation au Soleil »). Cette séquence fait intervenir deux fois Adho Mukha Śvānāsana (numéros 4 et 7),.
Cependant, aucune de ces postures n'est considérée comme étant du yoga au cours des années 1930. Elle est intégrée par Swami Kuvalayananda au début de cette décennie et ses disciples se l'approprient, dont notamment Tirumalai Krishnamacharya. Ce dernier sera le professeur de Bellur Krishnamachar Sundararaja Iyengar et Pattabhi Jois, fondateurs du Yoga Iyengar et Ashtanga Vinyasa Yoga,.

## Description

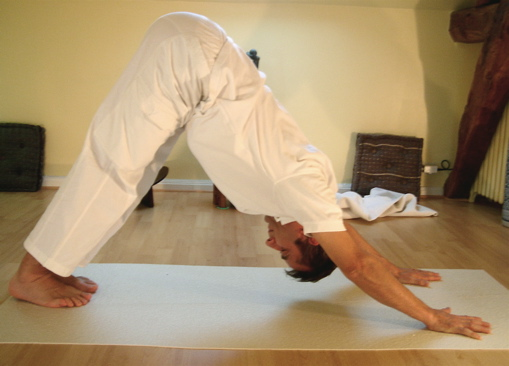
Adho Mukha Śvānāsana.

La position consiste à former avec son corps une sorte de pyramide ayant pour sommet les fesses et pour base les mains d'un côté et les pieds de l'autre. Cette position force à plier les épaules vers l'arrière à l'aide des mains au sol et à déplier les jambes tout en laissant les talons au sol.
La posture amène la tête vers le bas, cette dernière pouvant ultimement toucher le sol, et le poids du corps se retrouve entièrement sur les pieds et les paumes. Les bras sont tendus et les pieds sont séparés à la largeur des épaules. Les hanches sont levées le plus possible vers le haut.
La posture est approchée de différentes manière selon le style de yoga. Ainsi, en Yoga Iyengar, elle peut être commencée en position couchée avec les mains de part et d'autre du thorax. Dans des approches de type Sivananda Yoga, la posture est pratiquée à la suite de Urdhva Mukha Śvānāsana (« posture du chien tête en haut ») en expirant, repliant les orteils et relevant les hauches. Pour la Bihar School of Yoga, la posture est nommée « Parvatāsana » (« posture de la montagne ») et les pieds et mains sont plus proches les uns des autres, ce qui mène à un angle plus petit des hanches. Elle est associée à la posture Āñjaneyāsana, pratiquée dans une variante de Sūrya Namaskār.

## Variations

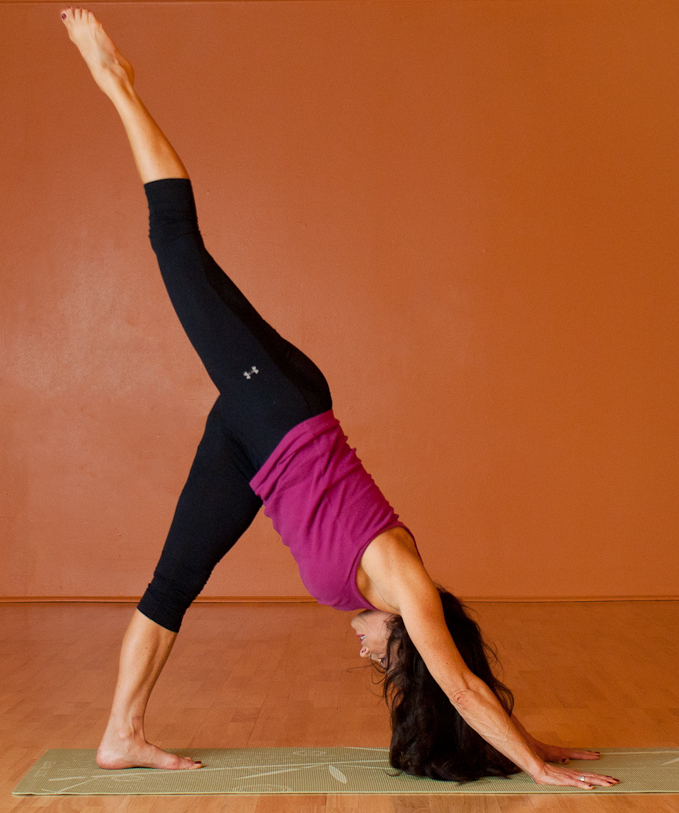
Ūrdhva Prasārita Eka-pādāsana, variante de la « position chien tête en bas » avec une jambe dans les airs.

Chien tête en bas est une posture de rééquilibre pour les yogis expérimentés, mais peut-être plutôt considérée comme une position difficile pour les néophytes. La posture peut être réalisée avec les genoux pliés, ce qui amène à élever légèrement les talons. Les talons peuvent également être soutenus par un équipement quelconque (tel un tapis de yoga roulé). Un avant bras peut également être déposé au sol, permettant à l'autre main d'être étendue vers l'avant, etc.
D'autres variations amènent à plier un genou et à baisser les hanches du même côté tout en élevant la cheville, puis à changer de jambe et faire de même avec l'autre, dans une sorte de mouvement de « pédalier ». On peut également élever l'une des jambes dans les airs, dépliée ou non, tout en pliant et dépliant le pied,.
Chien tête en bas peut-être réalisée avec une courroie attachée d'un côté au mur et de l'autre aux hanches, ou avec un bloc sur le sol sur lequel on appuie le front.
La posture peut également être réalisée avec les mains appuyées sur une chaise, ce qui amène le dos horizontal et diminue la pression sur les épaules.

## Effets et contre-indications
Chien tête en bas étire le muscle ischio-jambier et d'autres muscles situés derrière la jambe, tout en renforçant les épaules.
La posture est parfois déconseillée lors d'une grossesse, mais une étude de 2015 réalisée sur 25 femmes en bonne santé entre les 35e et 37e semaines de grossesse a démontré aucun effet néfaste sur la santé pour 26 asanas étudiés, dont chien tête en bas,. L'effet serait même plutôt bénéfique.

## Dans la culture populaire

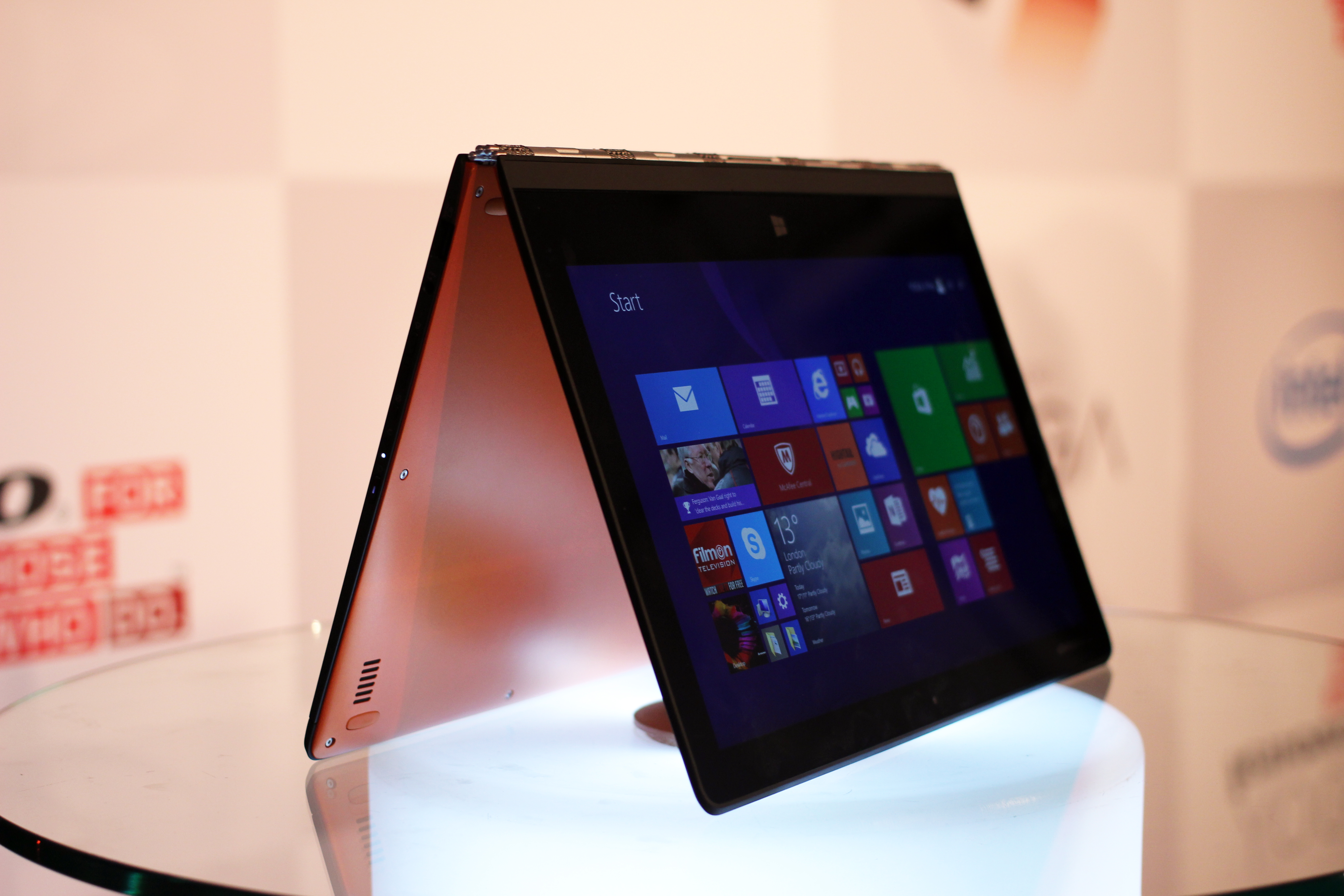
Un chien tête en bas impossible pour un humain,. Publicité du Lenovo Yoga.

La posture a été qualifiée de l'une des plus connues du yoga par le Yoga Journal, alors que le Tico Times (en) et d'autres ont affirmé qu'elle est une posture de yoga quintessentielle,. Mukti Jane Campion, animateur de The Secret History of Yoga, diffusée par la BBC, qualifie chien tête en bas d'iconique.
La posture est soulignée dans la publicité faite autour du Lenovo Yoga (en), qui peut être plié de différentes manières afin de servir d'ordinateur portable ou de tablette tactile.

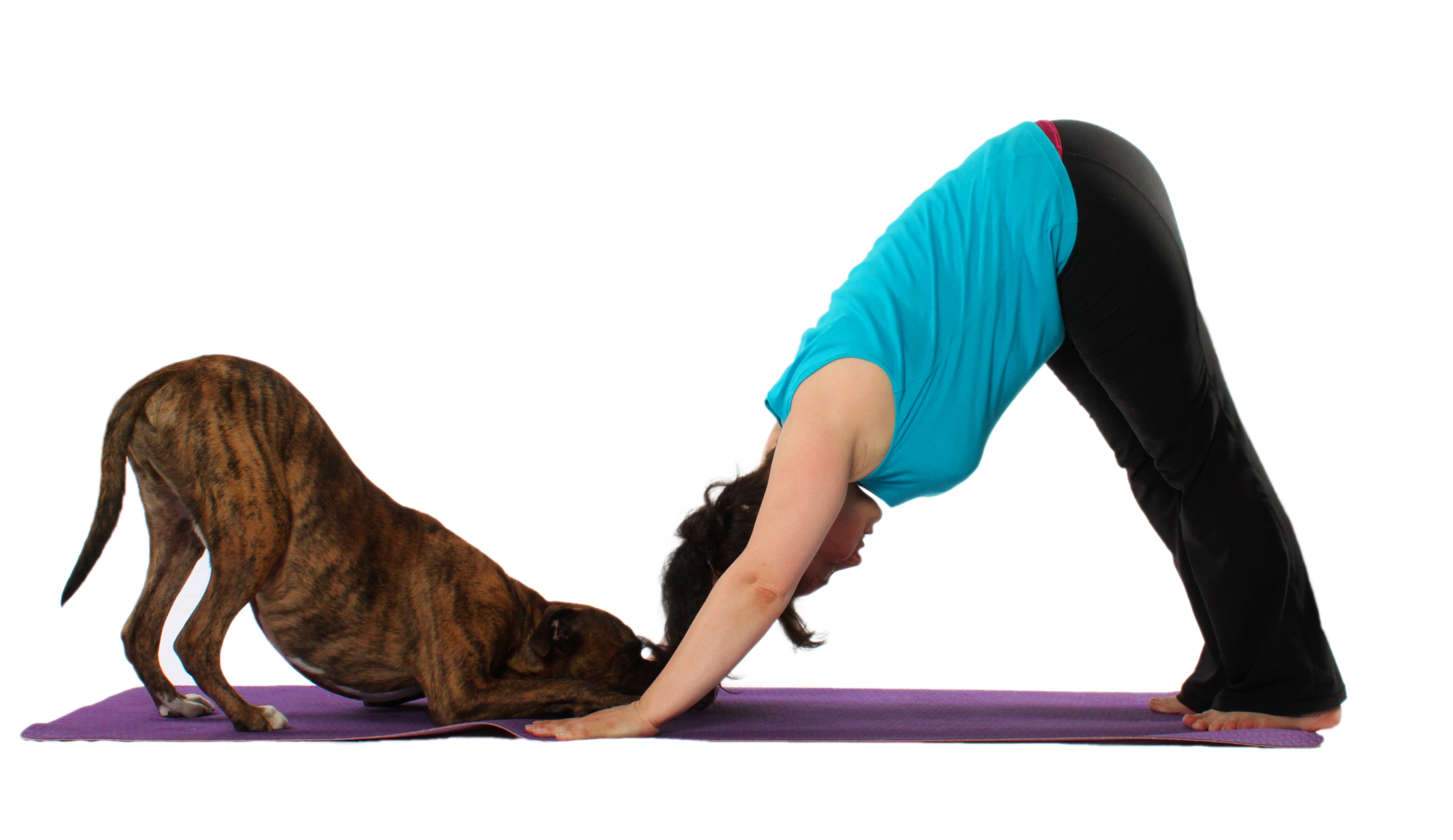
Deux chiens tête en bas en doga.

Une forme de yoga exercée par des propriétaires de chien, le doga (en), fait intervenir plusieurs postures, dont celle du chien tête en bas,.
Chien tête en bas est souligné dans plusieurs œuvres artistiques. Ainsi, par exemple, Saatchi Art a présenté une peinture de Steve Palumbo intitulée Downward Dog. Le nom a également été utilisé pour une comédie diffusée par ABC en 2017 ainsi que pour le titre d'un roman d'Edward Vilga, de Chantel Guertin ainsi qu'une série littéraire de Tracy Weber (en).